# ۱۷۵۹ (میلادی)

## زادروزها
- ۲۷ آوریل - مری ولستون‌کرافت، ادیب و نویسندهٔ انگلیسی
- ۲۸ مه - ویلیام پیت جوان‌تر، سیاست‌مدار انگلیسی و نخست وزیر انگلستان (۱۷۸۳–۱۸۰۱, ۱۸۰۴–۱۸۰۶).

- ۲۵ ژانویه – رابرت برنز، ترانه‌سرا و شاعر بریتانیایی (د. ۱۷۹۶)
- ۱۵ فوریه – فریدریش آگوست وولف، زبان‌شناس آلمانی (د. ۱۸۲۴)
- ۲۴ اوت – ویلیام ویلبرفورس، سیاست‌مدار بریتانیایی (د. ۱۸۳۳)
- ۲۶ اکتبر – ژرژ دانتون، سیاست‌مدار فرانسوی (د. ۱۷۹۴)

## مرگ‌ها
- ۱۴ آوریل - گئورگ فریدریش هندل، آهنگساز آلمانی

- ۲۷ ژوئیه – پییر لوئی موپرتویس، فیلسوف، زیست‌شناس، ستاره‌شناس، ریاضی‌دان، دانشمند، و فیزیک‌دان فرانسوی (ز. ۱۶۹۸)